# Reinhard Vanbergen
Reinhard Vanbergen (17 mei 1977) is een Belgisch muzikant en muziekproducent. Hij is medeoprichter van popgroep Das Pop waar hij gitarist is. Ook maakt Vanbergen deel uit van The Happy en Rheinzand. Als producent heeft hij aan albums gewerkt van verscheidene bands en artiesten waaronder Everest van Girls in Hawaii.